# Kamenec pod Vtáčnikom
Kamenec pod Vtáčnikom (allemand : Kamenetz, hongrois : Kemenec) est un village de Slovaquie situé dans la région de Trenčín.

## Histoire
La première mention écrite du village date de 1355.

## Démographie

### Évolution de la population
| Année:               | 1994. | 2004.   | 2014.   | 2024.   |
| -------------------- | ----- | ------- | ------- | ------- |
| Nombre de personnes: | 1845  | 1861    | 1790    | 1760    |
| Différence:          |       | +0,86 % | -3,81 % | -1,67 % |

| Année:               | 2023. | 2024.   |
| -------------------- | ----- | ------- |
| Nombre de personnes: | 1758  | 1760    |
| Différence:          |       | +0,11 % |